# Phygadeuon truncatus
Phygadeuon truncatus là một loài tò vò trong họ Ichneumonidae.